# Віллібальд Піркгаймер
Віллібальд Піркгаймер (нім. Willibald Pirckheimer; 5 грудня 1470 — 22 грудня 1530) був німецьким юристом, автором і гуманістом часів відродження, заможним і відомим діячем Нюрнберга в 16 столітті, а також членом управлінської міської ради протягом двох періодів. Він був найближчим другом художника Альбрехта Дюрера який зробив ряд його портретів, і близьким другом великого гуманіста і богослова Еразма Ротердамського.

## Життєпис

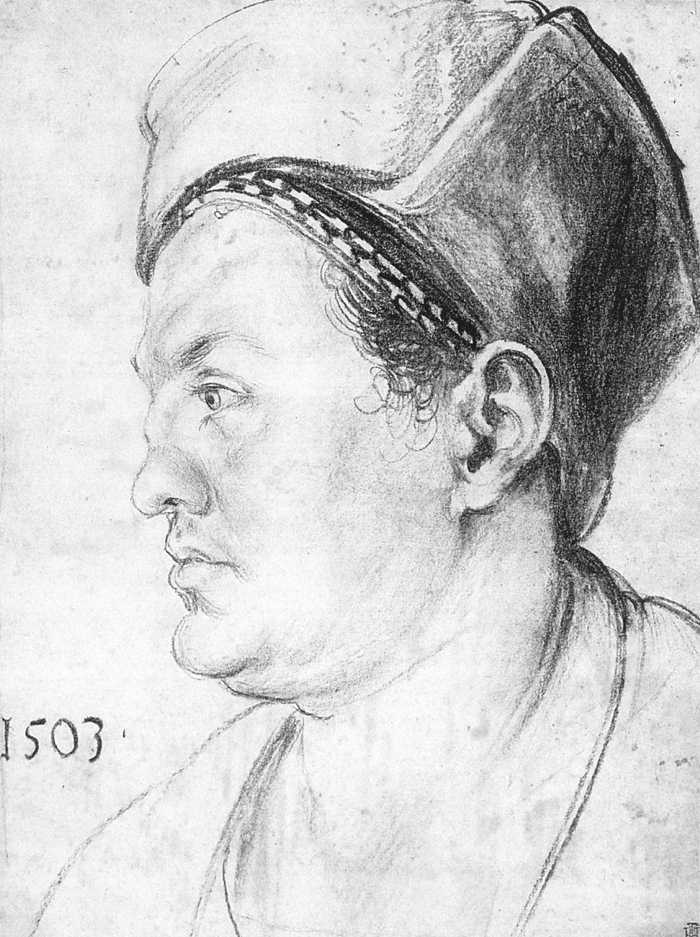
Портрет Піркгаймера Дюрера (1503)

Народився в Ейхштаті, в Баварії, син юриста, доктора Йоганнеса Піркгеймера, здобув освіту в Італії, сім років вивчав право в Падуї та Павії. Його дружину звали Кресенсія, і у них була дочка Фелісітас. Його старша сестра Карітас (1467—1532) була ігуменею францисканського монастиря Св. Клара в Нюрнберзі (також фактично школа для дівчат для вищого класу міста), а також була обдарованою вченою-класиком; Життя Богородиці Дюрера із серії дереворитів було присвячене їй. Віллібальд, ймовірно, познайомився з Дюрером у 1495 році.
Він був членом групи Нюрнберзьких гуманістів, разом з Конрадом Целтісом, Себальдом Шрейєром та Хартманом Шеделем (автором Нюрнберзької хроніки). З ним також консультувався священний римський імператор Максиміліан I з літературних питань. Піркгаймер переклав багато класичних текстів німецькою мовою (як і грецькі тексти на латинську мову), і був віруючим. Серед інших творів він редагував і видав у 1525 році видання Географії (Птолемей).
У 1499 році Піркгаймер був обраний міською радою для командування їх контингентом військ в імперській армії під час швабської війни проти швейцарців. Після повернення місто йому вручило золоту чашу. Ця подія, можливо, мала вплив на у гравюру Дюрера «Немезида» близько 1502 року.
Оскільки Дюрер не здобув класичної освіти, вважають, що значна частина проявів класичного та гуманістичного вчення у його творах, особливо його друку, відображала його дискусії з Піркгаймером. Помітний приклад — Меланхолія. Піркгеймер позичив Дюреру гроші за свою другу поїздку в Італію в 1506/07 р., а десять листів до нього від Дюрера з Італії демонструють близькість дружби.
Після смерті в 1560 році останньої людини з найближчої родини Дюрера онук Піркгаймера Віллібальд Імгофф придбав решту Дюрерських колекцій і паперів. Більшість бібліотеки Піркгаймера, було продано іншим нащадком Імгоффом графу Арундела в 1636 році. Бібліотека Арундела була передана Королівському товариству в 1678 році. Деякі книги Піркгаймера залишаються там (85 було визначено), але багато інших було продано Королівському товариству, по-перше, Бернарду Кверічу в 1873 році, а по-друге, через Сотбіс у 1925 році.
Піркгаймер помер у Нюрнберзі, 60 років. Як і Дюрер, він похований на кладовищі Йоганніс-Кірхе в Нюрнберзі.

## Визнання
Портрет Піркгеймера з'являється на банкноті 100 мільярдів марок, виданій під час німецької Веймарської республіки.

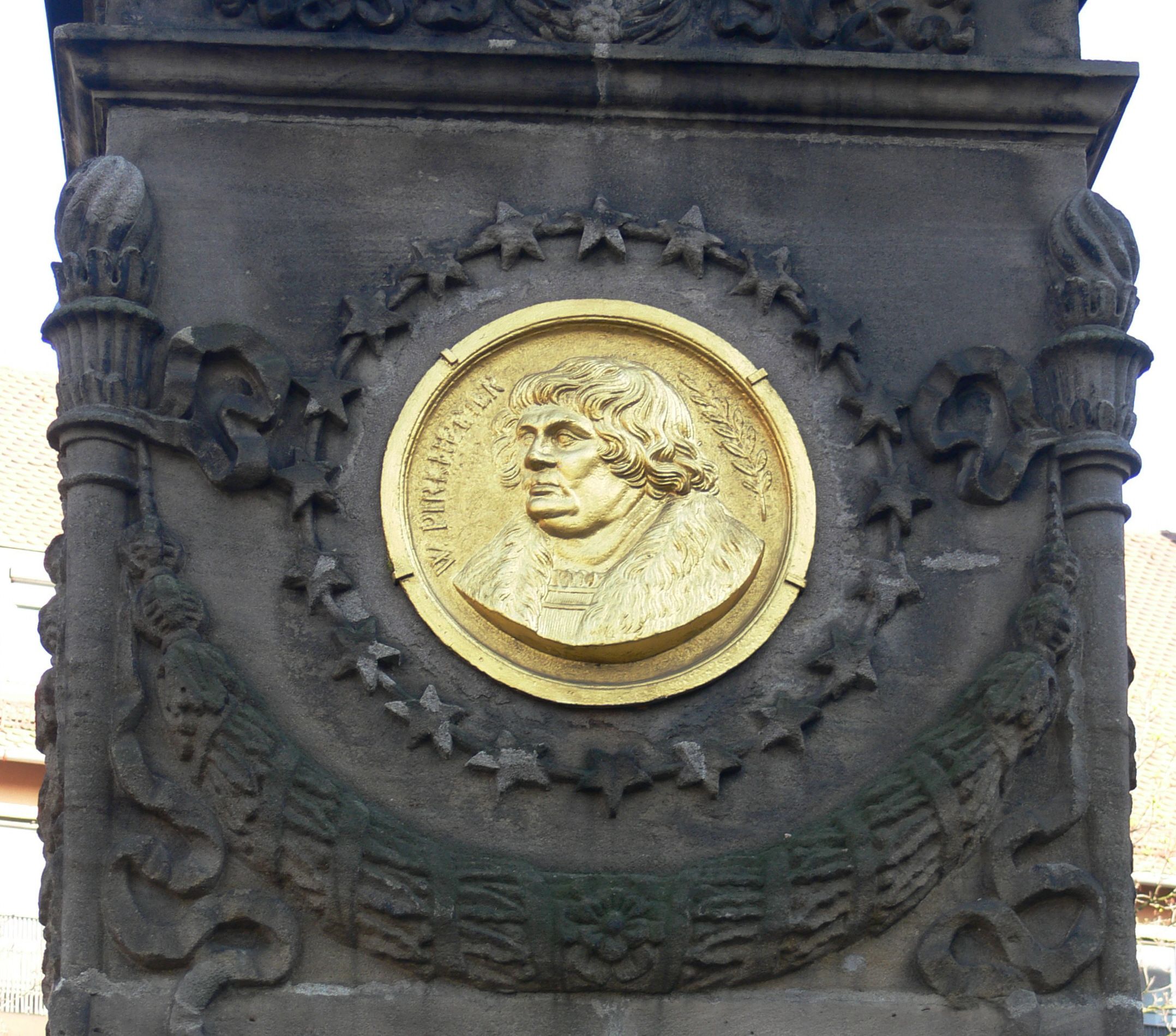
Барельєф Віллібальда на фонтані в Нюрбернзі
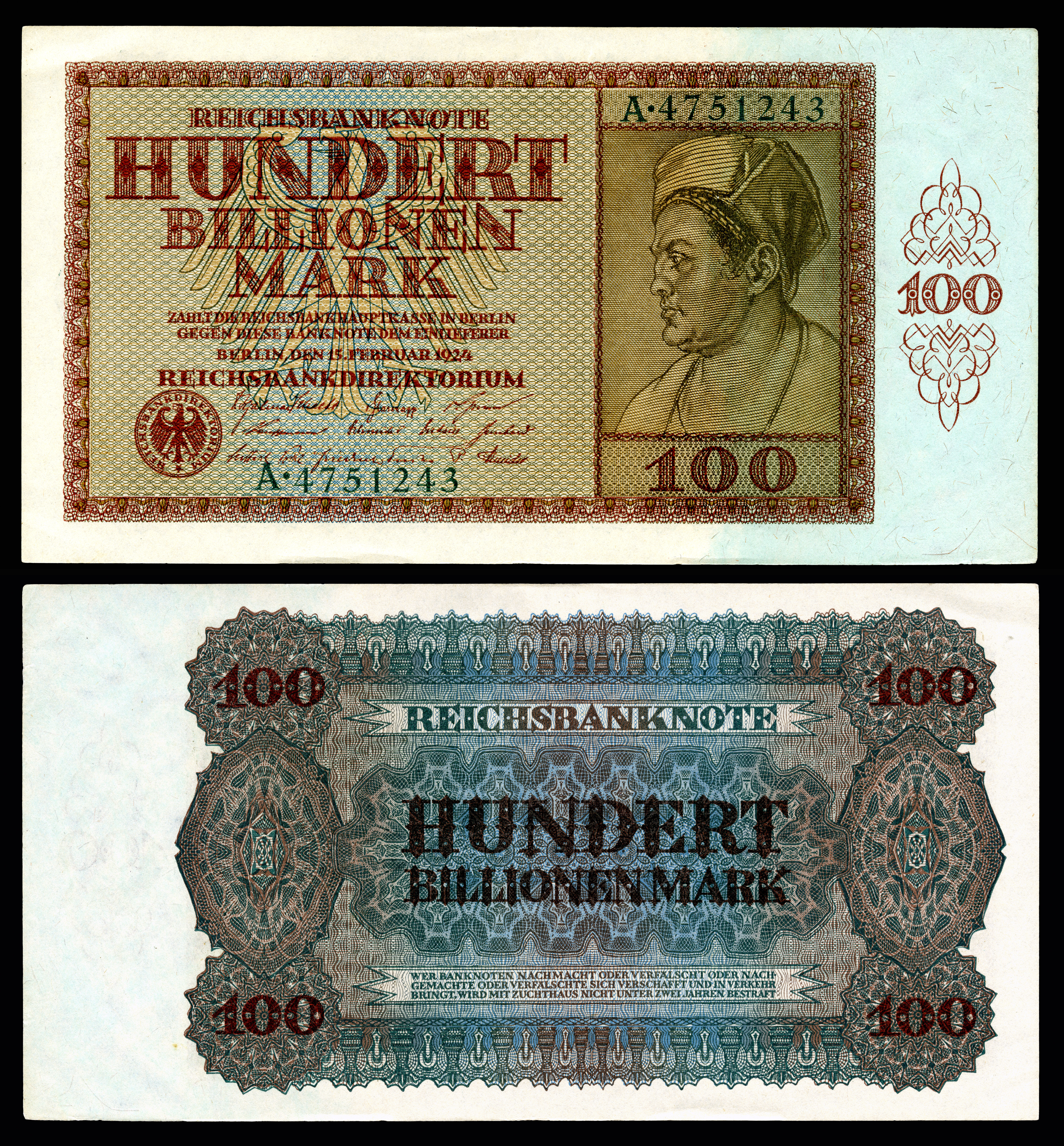
Портрет Піркгаймера на банкноті у 100 мільярдів марок
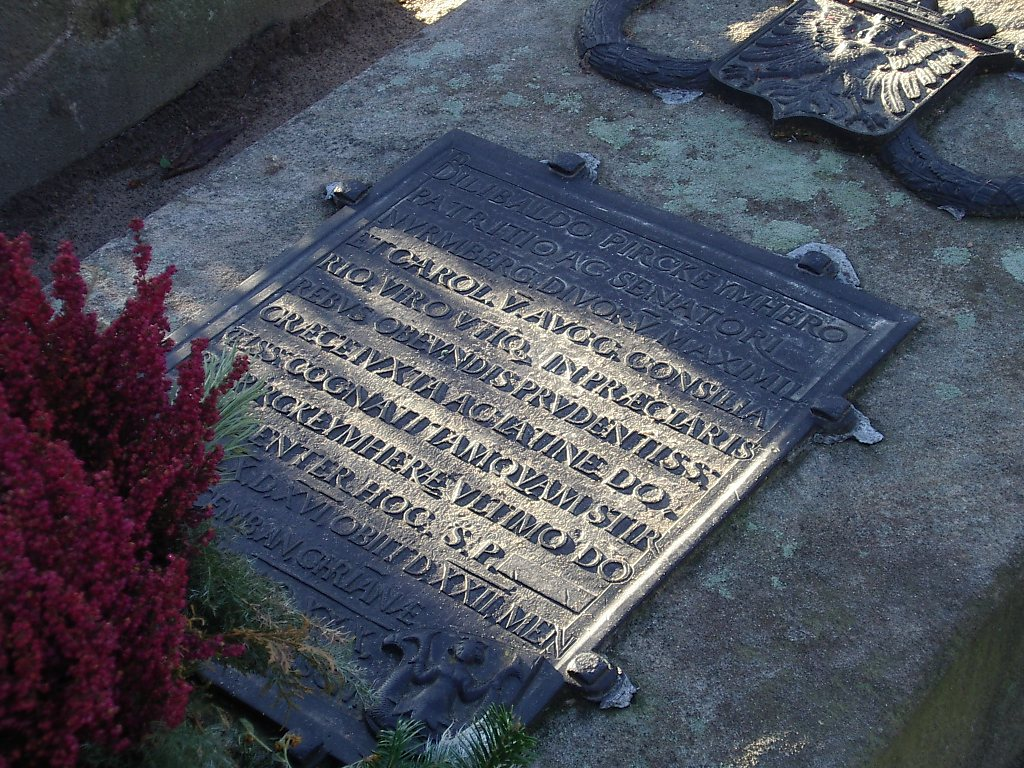
Могила Піркгаймера